# Nina Szymczyk
Nina Olszewska  (ur. 13 października 1989) – reprezentantka Polski w windsurfingu.
Wywodząca się z mrągowskiego Klubu BAZA (trener-Mariusz Nalewajek), od 2013 roku reprezentuje MKŻ Arka Gdynia. W 2007 zdobyła brązowy medal na Mistrzostwach Świata ISAF w Kanadzie, zaś w 2009 srebro na Mistrzostwach Europy odbywających się na greckiej wyspie Paros. Dziesięciokrotna medalistka Mistrzostw Polski. Jest również czołową zawodniczką zimowej konkurencji windsurfingowej ice board.
Obecnie trener klasy optimist i prezes zarządu Uczniowskiego Klubu Sportowego NAVIGO w Sopocie

## Najważniejsze wyniki
2013
- 2. miejsce Puchar Europy, klasa FW
- 2. miejsce Puchar Polski Jeziorsko Cup, klasa FW
- 2. miejsce Mistrzostwa Polski, klasa FW

2012
- ZWYCIĘŻCZYNI PUCHARU POLSKI 2012
- 1. miejsce Puchar Polski Easy Surf, klasa Formuła Windsurfing
- 2. miejsce Puchar Polski Jeziorsko Cup, klasa Formuła Windsurfing

2011
- 2. miejsce Mistrzostwa Polski Seniorów, klasa Formuła Windsurfing
- 4. miejsce Mistrzostwa Europy Seniorów, klasa Formuła Windsurfing
- 1. miejsce Puchar Polski Allegro Cup, klasa Formuła Windsurfing
- 1. miejsce Puchar Polski Allegro Cup, klasa Slalom
- 2. miejsce Puchar Polski Allegro Deski Cup, klasa Formuła Windsurfing

2010
- 1. miejsce Długodystansowe Mistrzostwa Polski
- 4. miejsce Mistrzostwa Polski Seniorów, klasa Formuła Windsurfing
- 3. miejsce Puchar Polski Allegro Cup, klasa Formuła Windsurfing

2009
- 2. miejsce Mistrzostwa Europy do 21 lat
- 1. miejsce Długodystansowe Mistrzostwa Polski

2008
- 3. miejsce Mistrzostwa Polski Młodzieżowe
- 3. miejsce Długodystansowe Mistrzostwa Polski
- 1. miejsce Mistrzostwa Warszawy kat. ice board
- 1. miejsce Mistrzostwa Burmistrza Giżycka kat. ice board

2007
- 3. miejsce Mistrzostwa Świata ISAF
- 2. miejsce Mistrzostwa Polski Juniorów
- 1. miejsce w eliminacjach do Mistrzostw Świata

2006
- 6. miejsce Mistrzostwa Świata Juniorów
- 1. Miejsce Mistrzostwa Polski Juniorów

2005
- 3. miejsce Mistrzostwa Polski Juniorów

2004
- 3. miejsce Mistrzostwa Polski Juniorów